# Urania (navire océanographique)
Pour les articles homonymes, voir Urania.
L’Urania est un navire océanographique du Conseil national de la recherche à Rome pour les recherches et les analyses géologiques, chimiques et radiologiques.

## Histoire
Premier navire de recherche multidisciplinaire conçu en Italie, l'Urania a été livré au CNR en avril 1992. Considéré comme l'un des meilleurs navires de recherche océanographique à la disposition de la communauté scientifique internationale, le navire océanographique Urania a été utilisé en moyenne plus de 330 jours par an. Plus de 300 campagnes océanographiques ont été menées au cours de ses vingt premières années d’activité.
Le bateau faisait partie des infrastructures majeures du Conseil national de la recherche, aux côtés de l'observatoire international de laboratoires de pyramides sur le mont Everest, du laboratoire de recherche aérienne sur l'environnement (LARA), du laboratoire de Mont Cimone et de la base scientifique en Antarctique Dirigibile Italia Arctic Station (en).
En avril 2015, dans le port de Livourne, le navire a été coupé en deux  afin d'allonger sa coque, qui est passée de 61 à 67 mètres pour accueillir d'autres espaces de recherche. Le 25 août de la même année, alors que le navire Urania se trouvait encore sur le quai flottant Mediterraneo du port de Livourne pour y être réparé, un accident de travail entraîna la mort d'un travailleur et blessa les onze autres membres d'équipage. Le navire a fait l'objet d'une saisie judiciaire jusqu'en mars 2017. En juillet 2018, sa démolition a été annoncée et a pris fin le mois de septembre suivant.
En février 2019, à l'occasion du troisième congrès des géologues maritimes organisé au siège du CNR à Rome, un appel a été lancé pour l'acquisition d'un nouveau navire de recherche italien.

### Note et référence
- (it) Cet article est partiellement ou en totalité issu de l’article de Wikipédia en italien intitulé « Urania (nave oceanografica) » (voir la liste des auteurs).